# Samkarsch

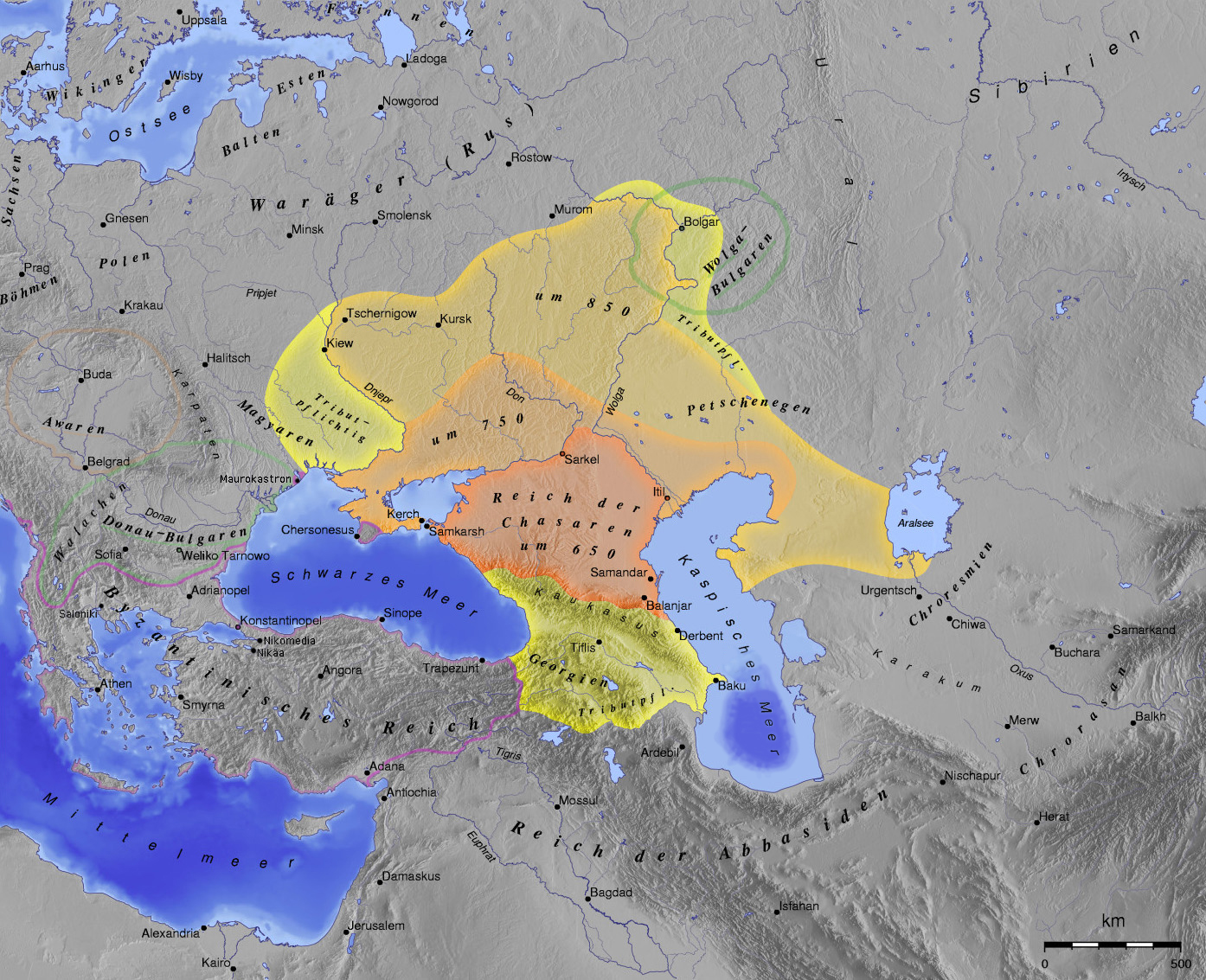
Chasarenreich mit wichtigsten Städten

Samkarsch, auch Samkersh oder Samkush, war eine griechisch-jüdische Stadt auf der Taman-Halbinsel an der Meerenge von Kertsch, die das Asowsche mit dem Schwarzen Meer verbindet. Die Stadt, anstelle der antiken griechischen Kolonie Hermonassa gegründet, war zwischen dem 7. und 10. Jahrhundert ein bedeutendes Handelszentrum im Chasarenreich.

## Geschichte
An der Stelle des durch die Hunnen zerstörten Hermonassa, errichteten die Chasaren, an die im 7. Jahrhundert die ganze Region fiel, die Festungsstadt Samkarsch. Die wiedererbaute Stadt blieb bis ins Mittelalter durchgehend bewohnt. 
Arabische Quellen nennen die Stadt Samkarsh al-Yahud („Samkarsh die Jüdische“), was auf eine jüdische Mehrheit hindeutet. In manchen Quellen heißt sie auch Samkersh oder Samkush. Die Chasaren selbst nannten ihre Festungsstadt Tamatarkha.
Bereits im 7. Jahrhundert stellte die große jüdische Gemeinde der Stadt die Bevölkerungsmehrheit. Dass die Stadt unter chasarischer Herrschaft zudem ein bedeutsames Handelszentrum war, belegen Funde byzantinischer Münzen aus dieser Zeit sowie zahlreiche importierte Keramikwaren und in der Stadt gefertigte Töpferwaren.
Mit einer starken Ziegelmauer befestigt und für einen guten Hafen bekannt, war Samkarsch eine große Handelsstadt. Sie kontrollierte einen Großteil des nordeuropäischen Handels mit dem Byzantinischen Reich und dem Nordkaukasus. Unter den Einwohnern waren Griechen, Armenier, Slawen, Juden, Osseten, Lesgier, Georgier und Tscherkessen. 
Auch nach der Zerstörung des Chasarenreichs durch Swjatoslaw I. von Kiew in der Mitte des 10. Jahrhunderts lebten Chasaren in der Gegend. Der Mandgelis-Brief von 4746 AM (985/986) nennt „unseren Herrn David, den Chasarenfürst“, der in Taman lebte und von Boten der Kiewer Rus besucht wurde, die ihn wegen religiöser Fragen konsultierten (was mit der Konversion Wladimirs I. zum Christentum zu tun haben könnte, die etwa um dieselbe Zeit stattfand).
Unter späterer Herrschaft der Kiewer Rus wurde die Stadt Tmutarakan genannt.